# Danh sách núi tại Iran

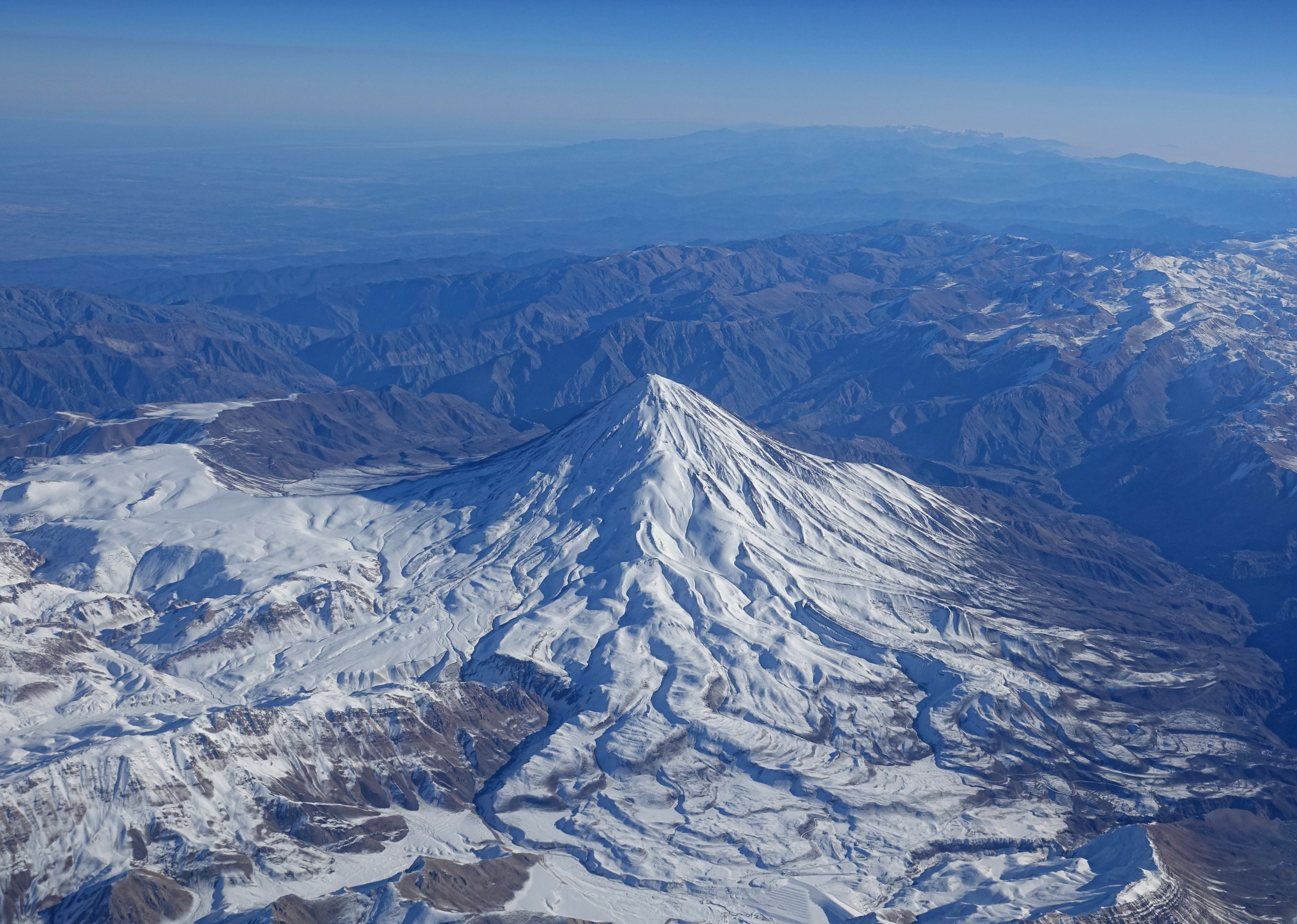
Núi Damavand ở Mazandaran

Những ngọn núi cao nhất tại Iran bao gồm Damavand, Alam-Kuh, Sabalan, Takht-e Soleyman, Azad Kuh, Zard-Kuh, và Shir Kuh.
Đây là danh sách những ngọn núi thuộc quốc gia Iran.
Bằng cách nhấp vào các biểu tượng ở đầu bảng, các cột riêng lẻ có thể được sắp xếp tuỳ ý.
| Thứ hạng | Ảnh chụp                                                                                   | Núi                       | Cao độ (m) | Rặng núi                  |
| -------- | ------------------------------------------------------------------------------------------ | ------------------------- | ---------- | ------------------------- |
| 1        |                                                                                            | Núi Damavand              | 5.610      | Rặng núi Trung Alborz     |
| 2        |                                                                                            | Alam-Kuh                  | 4.850      | Rặng núi Takht-e Suleyman |
| 3        | Núi Sabalan tháng 7 năm 2006                                                               | Sabalan                   | 4.811      |                           |
|          |                                                                                            | Bắc Khersan               | 4.680      | Rặng núi Takht-e Suleyman |
|          |                                                                                            | Nam Khersan               | 4.659      | Rặng núi Takht-e Suleyman |
|          |                                                                                            | Núi Takht-e Suleyman      | 4.659      | Rặng núi Takht-e Suleyman |
|          |                                                                                            | Siahsang                  | 4.604      | Rặng núi Takht-e Suleyman |
|          |                                                                                            | Haft Khan                 | 4.537      | Rặng núi Takht-e Suleyman |
|          |                                                                                            | Chaloon                   | 4.516      | Rặng núi Takht-e Suleyman |
|          |                                                                                            | Nam Siahgook              | 4.500      | Rặng núi Takht-e Suleyman |
|          |                                                                                            | Hazaran                   | 4.501      | Cao nguyên Trung Iran     |
|          |                                                                                            | Siah-Kaman                | 4.472      | Rặng núi Takht-e Suleyman |
|          |                                                                                            | Shaneh-Kuh                | 4.465      | Rặng núi Takht-e Suleyman |
|          |                                                                                            | Bắc Siahgook              | 4.445      | Rặng núi Takht-e Suleyman |
|          |                                                                                            | Kaloo                     | 4.412      | Rặng núi Takht-e Suleyman |
|          |                                                                                            | Dena                      | 4.409      | Rặng núi Zagros           |
|          |                                                                                            | Gardoon Kuh               | 4.402      | Rặng núi Takht-e Suleyman |
|          |                                                                                            | Kuh-e Shah (Lalehzar)     | 4.384      | Rặng núi Zagros           |
|          |                                                                                            | Kholeno                   | 4.375      | Rặng núi Trung Alborz     |
|          | Azadkuh (4.375 m)                                                                          | Azad Kuh                  | 4.375      | Rặng núi Trung Alborz     |
|          |                                                                                            | Paloon Gardan             | 4.375      | Rặng núi Trung Alborz     |
|          |                                                                                            | Nazer                     | 4.350      | Rặng núi Trung Alborz     |
|          |                                                                                            | Mian-Seh-Chal             | 4.348      | Rặng núi Takht-e Suleyman |
|          |                                                                                            | Lashgarak                 | 4.256      | Rặng núi Takht-e Suleyman |
|          |                                                                                            | Sialan                    | 4.250      | Rặng núi Tây Alborz       |
|          |                                                                                            | Núi Chlchama              | 4.250      | Rặng núi Bắc Zagros       |
|          |                                                                                            | Palvar                    | 4.229      | Rặng núi Zagros           |
|          | Kolunchin, đỉnh cao nhất của rặng núi Zardkuh. (4.221 m)                                   | Zard-Kuh                  | 4.221      | Rặng núi Zagros           |
|          |                                                                                            | Koloon Bastak             | 4.200      | Rặng núi Trung Alborz     |
|          |                                                                                            | Shah Alborz               | 4.200      | Rặng núi Tây Alborz       |
|          |                                                                                            | Zarin Kuh                 | 4.200      | Rặng núi Takht-e Suleyman |
|          |                                                                                            | Khashechal                | 4.180      | Rặng núi Tây Alborz       |
|          |                                                                                            | Jupar                     | 4.150      | Rặng núi Zagros           |
|          |                                                                                            | Sarakchal                 | 4.150      | Rặng núi Trung Alborz     |
|          |                                                                                            | Naz                       | 4.108      | Rặng núi Tây Alborz       |
|          |                                                                                            | Varevasht                 | 4.100      | Rặng núi Trung Alborz     |
|          |                                                                                            | Kharsang                  | 4.100      | Rặng núi Trung Alborz     |
|          |                                                                                            | Shir Kuh                  | 4.050      | Rặng núi Zagros           |
|          |                                                                                            | Kahar (Núi)               | 4.050      | Rặng núi Tây Alborz       |
|          |                                                                                            | Alanehsar                 | 4.050      | Rặng núi Takht-e Suleyman |
|          |                                                                                            | Oshtorankuh               | 4.050      | Rặng núi Zagros           |
|          |                                                                                            | Shahankuh                 | 4.040      | Rặng núi Zagros           |
|          |                                                                                            | Korma Kuh                 | 4.020      | Rặng núi Takht-e Suleyman |
|          |                                                                                            | Pasand Kuh                | 4.000      | Rặng núi Takht-e Suleyman |
|          |                                                                                            | Siahleiz                  | 3.975      | Rặng núi Takht-e Suleyman |
|          |                                                                                            | Núi Bel                   | 3.943      | Rặng núi Zagros           |
|          |                                                                                            | Taftan                    | 3.941      | Rặng núi Baluchestan      |
|          | Rặng núi Tochal, Tehran (3.933 m)                                                          | Tochal                    | 3.933      | Rặng núi Trung Alborz     |
|          |                                                                                            | Mehrchal                  | 3.920      | Rặng núi Trung Alborz     |
|          |                                                                                            | Dalankuh                  | 3.915      | Rặng núi Zagros           |
|          |                                                                                            | Shahvar                   | 3.890      | Rặng núi Đông Alborz      |
|          |                                                                                            | Núi Bahr Aseman           | 3.886      | Dải Sahand-Bazman         |
|          |                                                                                            | Karkas                    | 3.870      | Rặng núi Karkas           |
|          |                                                                                            | Atash Kuh                 | 3.850      | Rặng núi Trung Alborz     |
|          |                                                                                            | Shah Neshin (Núi)         | 3.850      | Rặng núi Trung Alborz     |
|          |                                                                                            | Sahand                    | 3.707      | Rặng núi thuộc Azerbaijan |
|          |                                                                                            | Sataple                   | 3.669      | Rặng núi Zagros           |
|          |                                                                                            | Núi Garrin                | 3.623      | Rặng núi Zagros           |
|          |                                                                                            | Những ngọn núi Tây Alborz | 3.609      |                           |
|          |                                                                                            | Alvand Kuh                | 3.580      | Rặng núi Zagros           |
|          |                                                                                            | Bazman                    | 3.490      | Rặng núi Baluchestan      |
|          | Paraw                                                                                      | Paraw                     | 3.415      | Rặng núi Trung Zagros     |
|          | Núi Shaho                                                                                  | Shaho                     | 3.390      | Rặng núi Trung Zagros     |
|          |                                                                                            | Tsikhe                    | 3.350      | Rặng núi Zagros           |
|          |                                                                                            | Qezel Arsalan             | 3.250      | Rặng núi Zagros           |
|          | Cảnh quan từ núi Binalud vào mùa đông từ con đường Bāghrud (từ phía nam ngọn núi)(3.211 m) | Binalud                   | 3.220      | Rặng núi Trung Alborz     |
|          |                                                                                            | Núi Birk                  | 2.740      | Rặng núi Baluchistan      |
|          |                                                                                            | Đỉnh Baghdasht            | 2.500      |                           |
|          |                                                                                            | Sharbak                   | 1.694      | Rặng núi Trung Alborz     |